# 許翼川
許翼川（1999年7月8日—）為臺灣童星、演員，所屬之經紀公司為茂福傳播公司，興趣與專長為唱歌、跳舞、繪畫、戲曲、吉他、主持、鋼琴

## 戲劇
- 臺視、三立都會台：無敵珊寶妹
- 台視、三立都會台：敗犬女王
- 台視、三立都會台：福氣又安康
- 三立台灣台：天下第一味
- 三立台灣台：真情滿天下 飾 關世昌（童年）
- 三立台灣台：世間情饰缪昆宏
- 三立台灣台：甘味人生 飾 阿志
- 三立台灣台：珍珠人生 飾 謝家
- 大愛：一閃一閃亮晶晶 飾 張君緯（少年）
- 大愛：人生逆轉勝 飾 悟空
- 華視：開封有個包青天
- 中視、八大綜合台：就想賴著你 飾 項羽平（童年）
- 民視：夜市人生 飾 金大風（童年）
- 民視：父與子 飾 阿國
- 華視/中天：熊貓人
- 華視：呼叫大明星
- 中視：超級大英雄

## 電影
- 小丑魚
- 公視：水源地

## 廣告
- 綠色博覽會
- 玩具槍
- 善存
- 格上租車